# Jorge Melício
Jorge Melício (Lobito, 20 marzo 1957) è uno scultore portoghese. Nato in Angola, vive a Lisbona fin dall'età di sette anni.

## Biografia

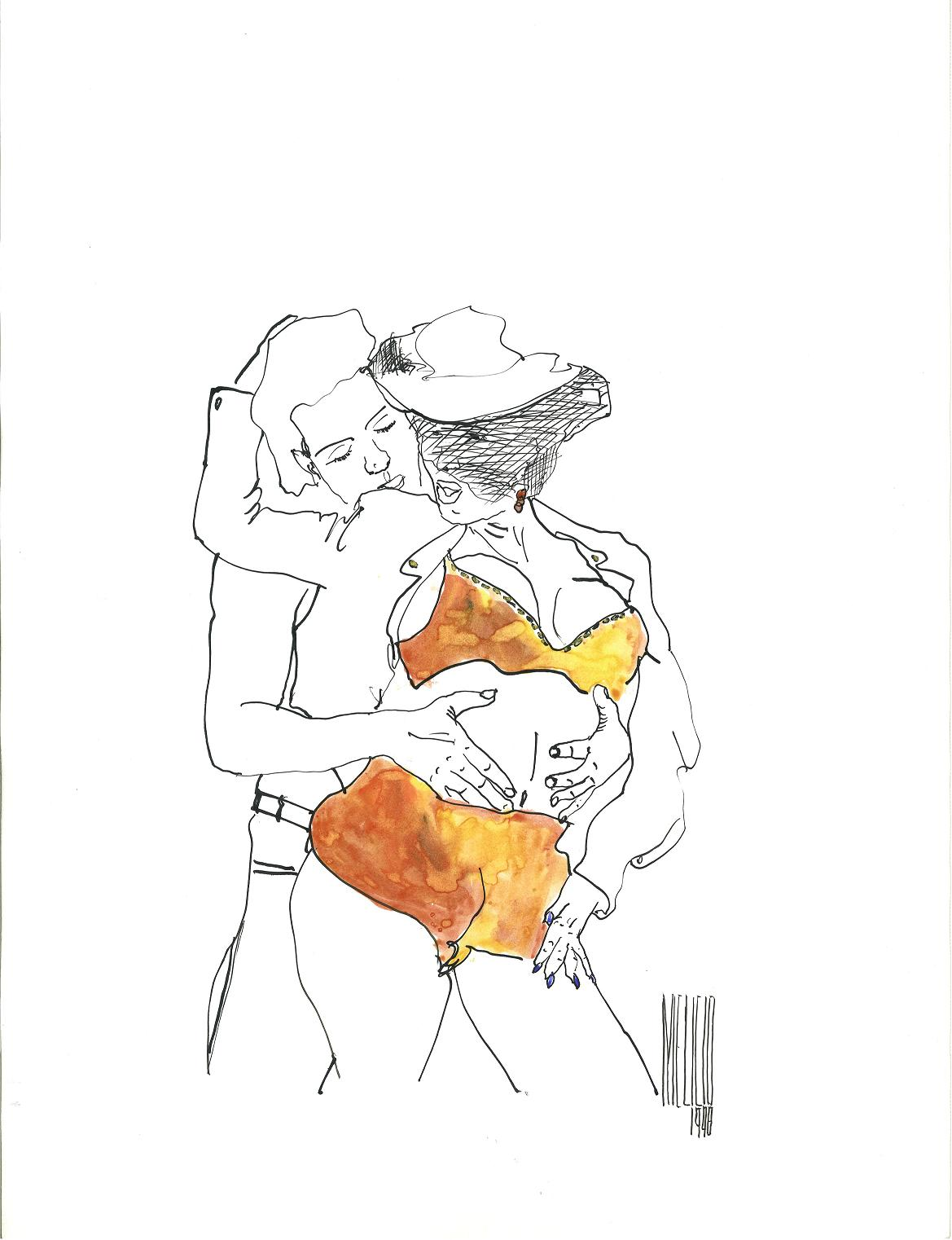
The Temptation

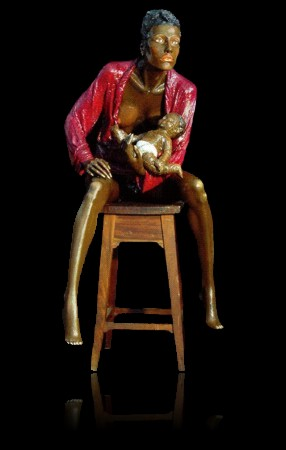
Statua di bronzo: Madre con bambino.

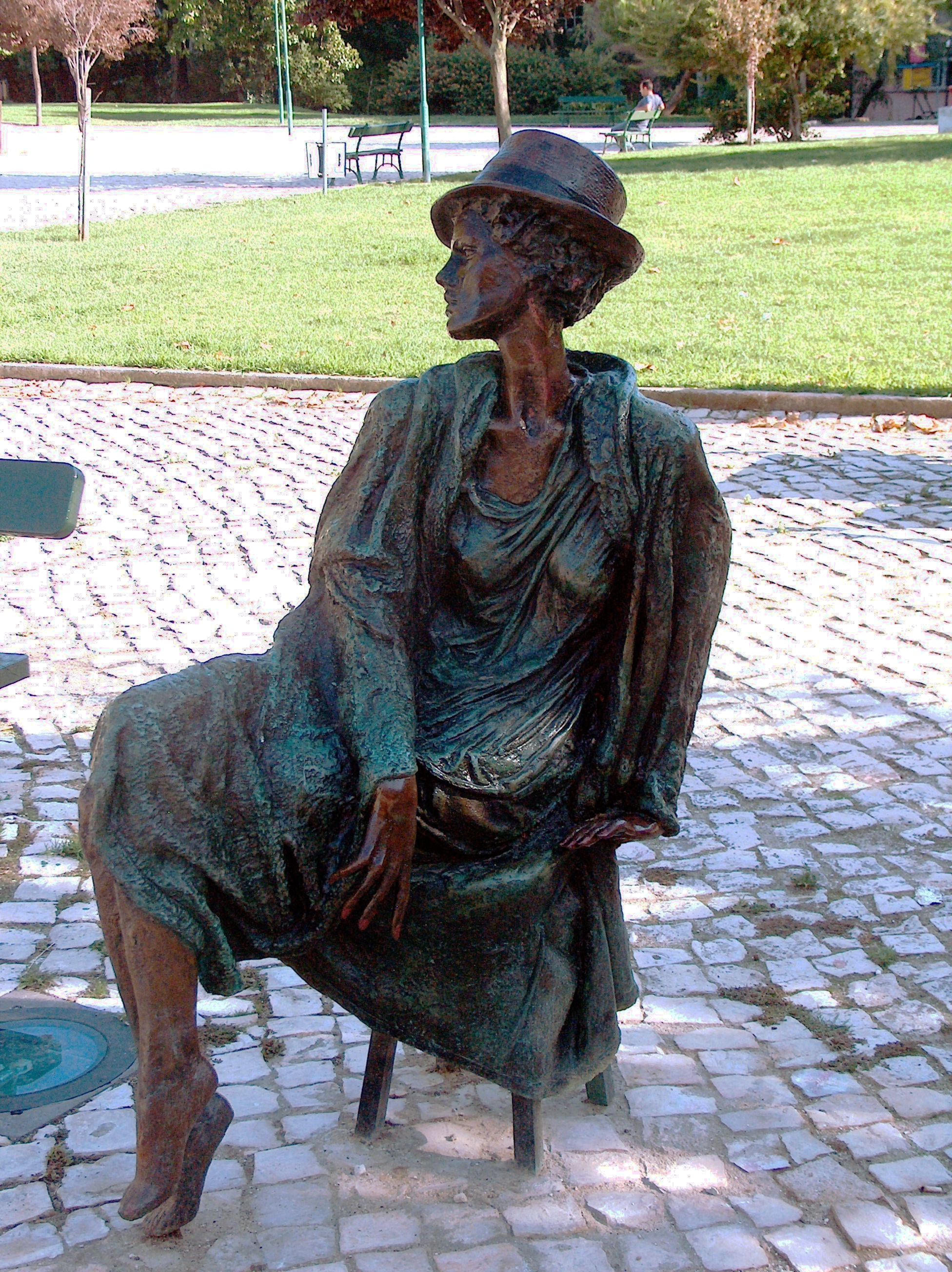
Gruppo scultoreo La Famiglia.

Ha eseguito i suoi studi nella Scuola delle Arti Decorative António Arroio (Escola de Artes Decorativas António Arroio) di Lisbona e nella Scuola Superiore delle Belle Arti di Lisbona (Escola Superior de Belas-Artes de Lisboa).
La sua arte plastica è straordinariamente molteplice, ha tantissimi modi espressivi, e tutto questo rende la sua arte famosa, popolare ed esclusiva.
Oltre il disegno e la pittura, si occupa anche della famosa arte ceramica portoghese, del cosiddetto azulejo. Il suo interesse a quest'ultima espressione dell'arte lo dirige verso il design, la restaurazione e l'arte del vetro nell'interno.
Eppure, la massima attenzione viene dedicata da lui alla scultura; pratica la lavorazione del bronzo sul livello alto e con questo è praticamente l'unico rappresentante dell'iperrealismo portoghese.

## Arte
Melício è aiutato da un'opera in pietra, fatta negli anni settanta a Pêro Pinheiro, utilizzando macchine industriali, e acquista esperienze nel campo della lavorazione del metallo; poi per dieci anni lavora come lo scultore incaricato del Consiglio Comunale di Lisbona; promotore della cultura; produce statue esterni e amplia le sue esperienze con queste opere.
Le sue statue collocate nei musei e negli altri istituti sono popolari; le sue opere si vedono per esempio al centro di Lisbona (Chiado) sopra l'ingresso del famoso caffè A Brasileira; statue di bronzo iperrealiste in diverse città portoghesi; il gruppo La Famiglia nel Giardino Fernando Pessoa; il gruppo ceramico sulla vita della regina Santa Isabella vicino all'edificio principale del banco portoghese Caixa Geral de Depósitos.
Melício è stato anche incaricato dall'amministrazione della metropolitana di Lisbona della decorazione di una delle stazioni.

## Premi
- Medaglia di Bronzo dal Museo Diogo Gonçalves, Portimão
- Premio Design ICS per ricoperture, Milano
- Medaglia d'Argento, Castelo Branco